# Spitzen (novelle)
Spitzen is het Boekenweekgeschenk van 2004, geschreven door Thomas Rosenboom. Het kwam uit op de eerste dag van de Boekenweek, die dat jaar als motto hanteerde "Frankrijk".

## Samenvatting
Het verhaal wordt verteld vanuit het perspectief van Han Bijman, een 45-jarige chemicus, die op de financiële administratie bij Shell werkt. Zijn 55-jarige bovenbuurvrouw, juriste Machteld, heeft hem via een folder naar zijn eerste 10 tangolessen gestuurd. Het boek begint met de schuchtere poging van Han om op een dansmiddag in Christofori een vrouwelijke partner te vinden. Uiteindelijk is er toch nog een danspartner, die hem echter al snel op de dansvloer achterlaat. Maar dan wordt hij zelf ten dans gevraagd door Esther, een veertigjarige serveerster, en het lijkt te klikken tussen die twee. Ze halen in elkaars armen de dubbele toegift. Han krijgt een 06-nummer en een uitnodiging om samen naar een nieuwe Milonga-cursus te gaan.
Han woont op de eerste etage in een grachtenpand aan een Amsterdamse zijgracht. Boven hem woont Machteld, die hem wel de tango heeft geleerd, maar hem als grondregel gaf dat hij op zijn eigen as moest blijven. Bovendien had ze Han ontraden naar de bewuste dansmiddag van Dj Renzo te gaan.
Na de eerste milonga-cursus neemt Han Esther mee naar zijn huis. Ze drinken, ze praten, Han zoent voor het eerst en wordt aan het eind van de avond door Esther ontknaapt. Hij is niet langer een bij-man. De volgende avond herhaalt hij de nieuw geleerde procedure bij zijn bovenbuurvrouw Machteld, die net terug is uit Buenos Aires.
Na de tweede milonga-avond neemt Esther Han mee naar haar huis. Ze vertelt over al haar ex-partners en over haar 35-jarige verloofde Shanna uit India, die over drie weken overkomt om haar vader de hand van zijn dochter te vragen. Vlak voor zijn komst verbreekt Esther de relatie met Han. Maar binnen een week slaapt Shanna bij Esther op de bank en zij herneemt nu stiekem haar seksuele relatie met haar chemicus. Want na drie maanden staat de retourticket geboekt, en Esther is haar jaloerse Shanna al meer dan zat. Shanna verdwijnt en duikt steeds weer op, alsof hij de tango heeft bestudeerd.
Esther heeft zowel Han als nu ook Shanna verteld over haar spitzen. Op haar veertiende had ze dit schoeisel niet meer gebruikt, want haar aandacht verschoof toen van meisjes naar jongens. Esther en Shanna bedriegen elkaar steeds meer, en ook Han wil deel uitmaken van dit bedrog. Hij steelt de spitzen van Esther, waardoor er een geweldige ruzie tussen Esther en Shanna ontstaat.
Op de dag van de terugreis van Shanna maakt Han een afscheidspakje voor hem. Het rozet van het hemd, dat Esther spottend een onderpand had genoemd. Haar pin-up-foto, de eerder al ontvreemde dansschoenen en de gestolen spitzen. Hij deponeert het pak precies op tijd in de taxi aan de kant van Shanna, die door Esther naar het vliegveld wordt begeleid. Esther heeft Han inmiddels wel verteld dat zij na het vertrek van Shanna op "haar eigen as wil blijven". ’s Avonds vindt hij betraand troost bij zijn bovenbuurvrouw, die hem nog een keer in haar slaapkamer toelaat. Morgen komt de beroemde gitarist Omar Moreno Palacios uit Argentinië bij haar logeren.

## Motto
“De tango is een droevige gedachte waarop men kan dansen”, Enrique Santos Discépolo

## Voetnoot
1. ↑  De auteur trekt zich niet veel van het thema aan. Esther en Shanna gaan enkele dagen naar Parijs, omdat Shanna de Eiffeltoren wil zien.
2. ↑  Hij heeft slechts twee jaar chemie gestudeerd.
3. ↑  Gewapend met talk en schuurpapier voor zijn schoenzolen.
4. ↑  La Cumparsita
5. ↑  Han geeft haar op een keer f 100,-. De euro is al in 2002 ingevoerd.